# Sojusmultfilm

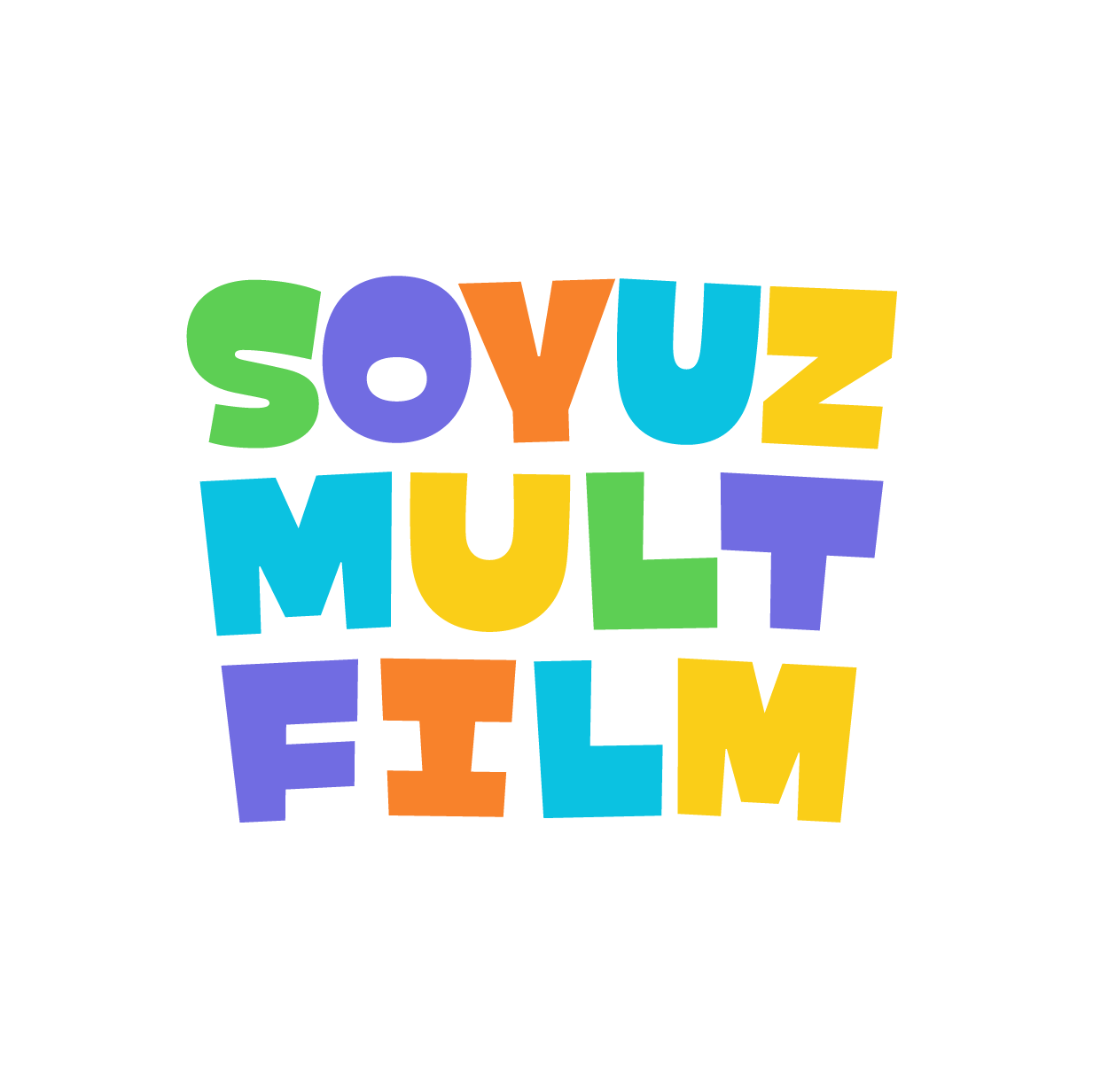
Sojusmultfilm

Sojusmultfilm (kyrill. Союзмультфильм, etwa Unionstrickfilm) ist ein russisches Animationsfilmstudio in Moskau. Seit seiner Gründung am 10. Juni 1936 wurden über 1.500 Filme für Kino und Fernsehen hergestellt, die mehrfach mit nationalen wie internationalen Preisen ausgezeichnet wurden und die Sojusmultfilm zum bedeutendsten Trickstudio der Sowjetunion machten. Das Maskottchen der Gesellschaft ist das Fabelwesen „Tscheburaschka“ (reg. Roman Katschanow).
Zu den bekannten Fernsehserien und Trickfilmen, die hier produziert wurden, gehörten Die zwölf Monate (1956), Die Schneekönigin (1957), Die wilden Schwäne (1962), Krokodil Gena, Pu der Bär (beide 1969), Hase und Wolf (1969–1993), Tscheburaschka (1971), Der Igel im Nebel (1975) und Die Geschichte der Geschichten (1979; wie der vorige von Regisseur Juri Norstein, wurde 1984 auf dem Olympic Arts Festival in Los Angeles und abermals 2002 als „bester Trickfilm aller Zeiten“ prämiert), Drei aus Prostokvashino (1978), Das Geheimnis des Dritten Planeten (1981). Durch ihre Popularität fanden sie Eingang in die sowjetische Alltagskultur der 1960er bis 1980er. Neben dem genannten Norstein wirkten Künstler wie Alexander Lukitsch Ptuschko oder später Stanislaw Sokolow bei Sojusmultfilm.
Attraktiv war das Studio wegen der großen künstlerischen Freiheit, die gewährt wurde, sowie der außerordentlichen künstlerischen Vielseitigkeit der Arbeiten. Fördernd wirkte der Umstand, dass die Schaffenden als staatliche Angestellte nicht unter dem Druck des kommerziellen Erfolges standen.
Nach dem Ende der Sowjetzeit wurde die Sojusmultfilm privatisiert und von einer neuen Geschäftsleitung ausgeschlachtet. 90 Prozent der ehemals 600 angestellten Fachkräfte verloren ihre Stelle. Weder in Quantität noch Qualität der Produkte konnte sie an ihr Goldenes Zeitalter anknüpfen.

Trickfilme auf sowjetischen Briefmarken von 1988
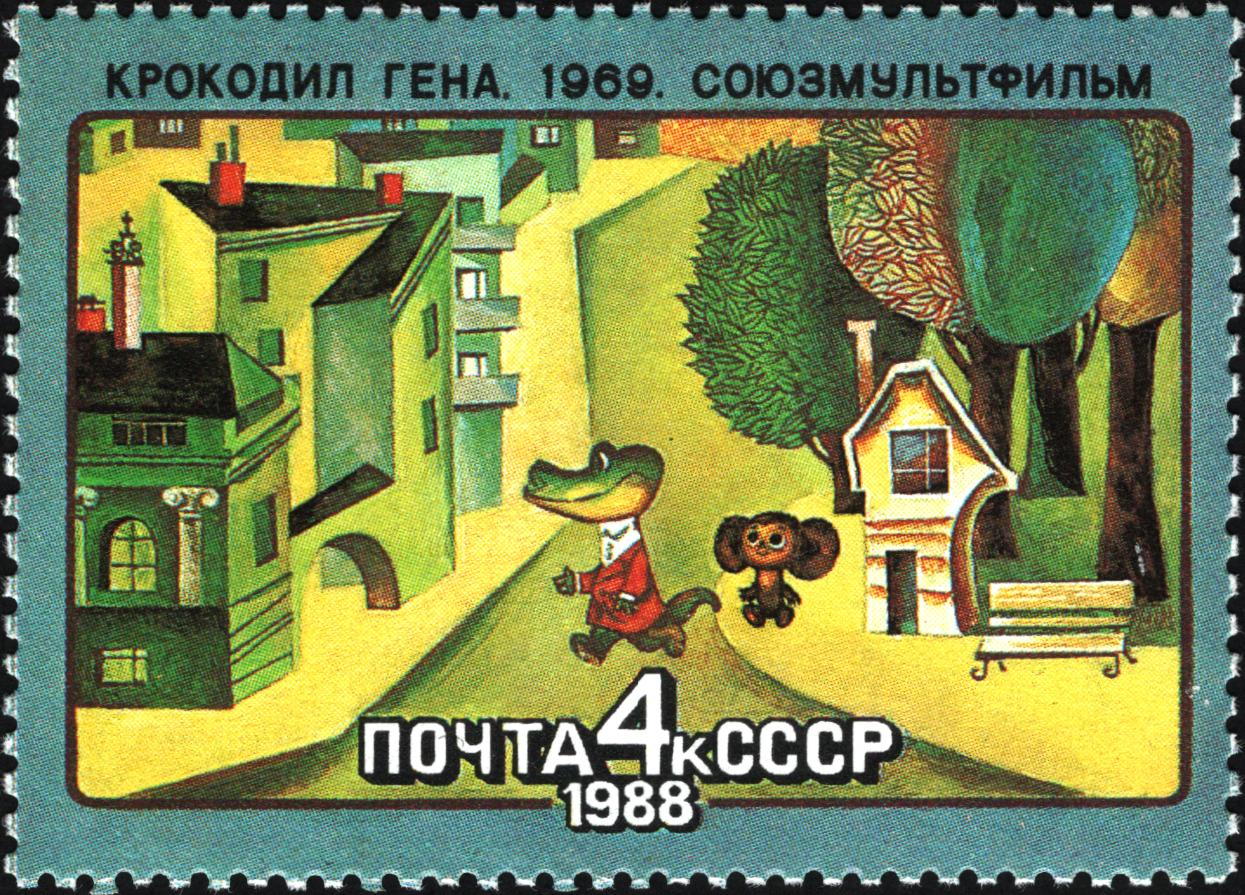
Krokodil Gena
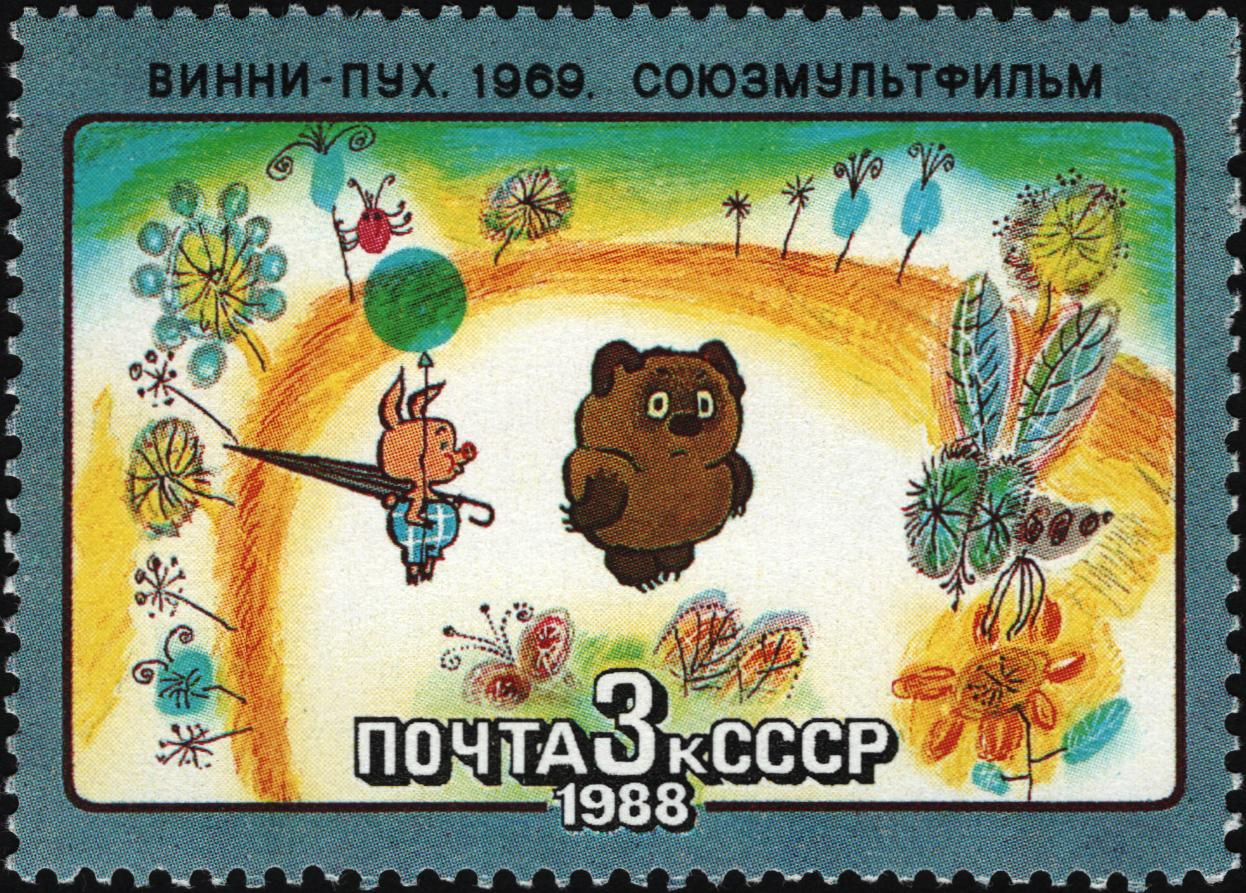
Pu der Bär
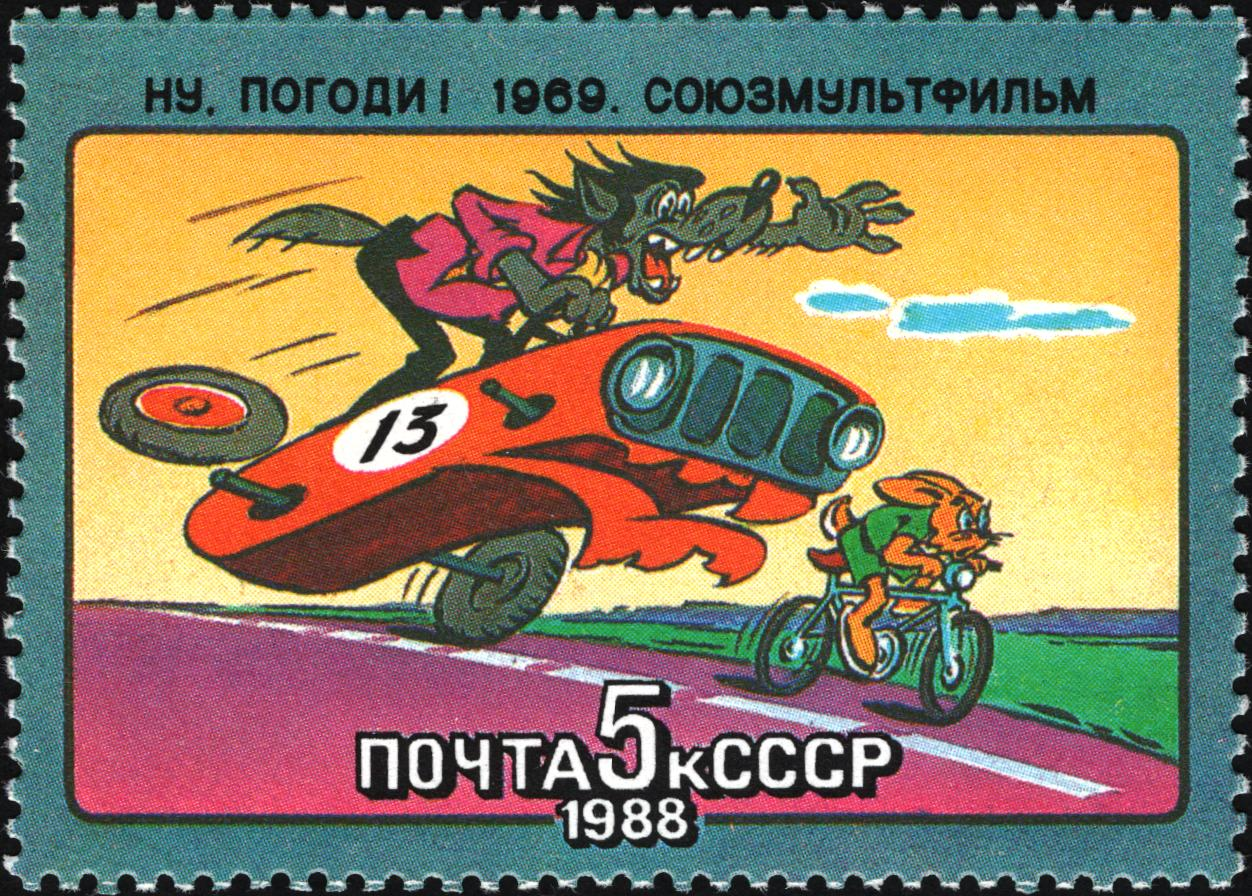
Hase und Wolf
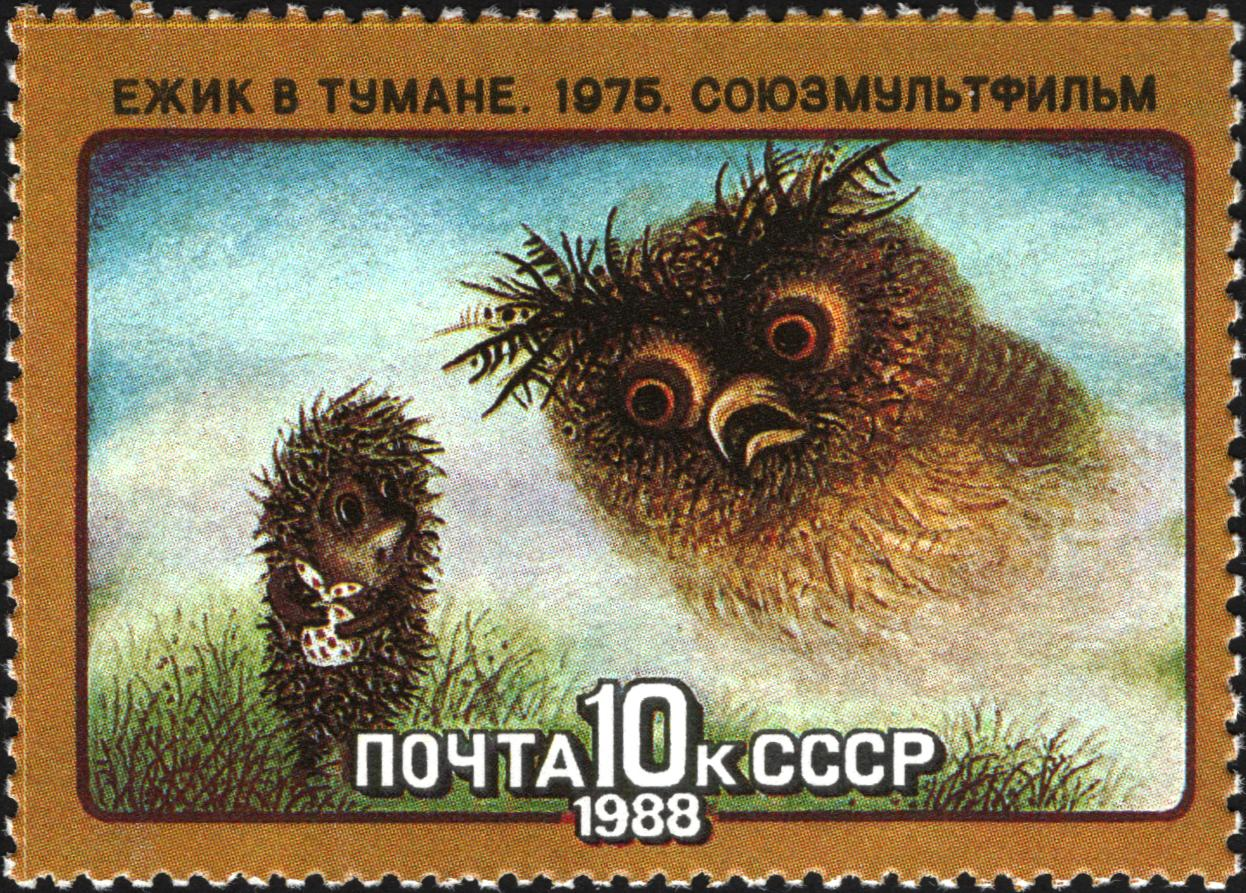
Igel im Nebel